# Anne Samplonius
Anne Samplonius (ur. 11 lutego 1968 w Montrealu) – kanadyjska kolarka szosowa, srebrna medalistka mistrzostw świata.

## Kariera
Największy sukces w karierze Anne Samplonius osiągnęła w 1994 roku, kiedy zdobyła srebrny medal w indywidualnej jeździe na czas na mistrzostwach świata w Agrigento. W zawodach tych wyprzedziła ją jedynie Karen Kurreck z USA, a trzecie miejsce zajęła Francuzka Jeannie Longo. Na rozgrywanych w 2007 roku igrzyskach panamerykańskich w Rio de Janeiro zwyciężyła w tej samej konkurencji. Ponadto wygrała między innymi holenderski Ronde van Gelderland w 2008 roku oraz francuski Chrono Champenois - Trophée Européen w 2010 roku. Nigdy nie wzięła udziału w igrzyskach olimpijskich. Kilkakrotnie zdobywała medale mistrzostw kraju, w tym złote w indywidualnej jeździe na czas w latach 2007 i 2008.